# 3028 Чжангосі
3028 Чжангосі (3028 Zhangguoxi) — астероїд головного поясу, відкритий 9 жовтня 1978 року.
Тіссеранів параметр щодо Юпітера — 3,226.
Названо на честь китайського бізнесмена Чжан Госі (кит.: 張果喜).